# قائمة حكام بروفنس

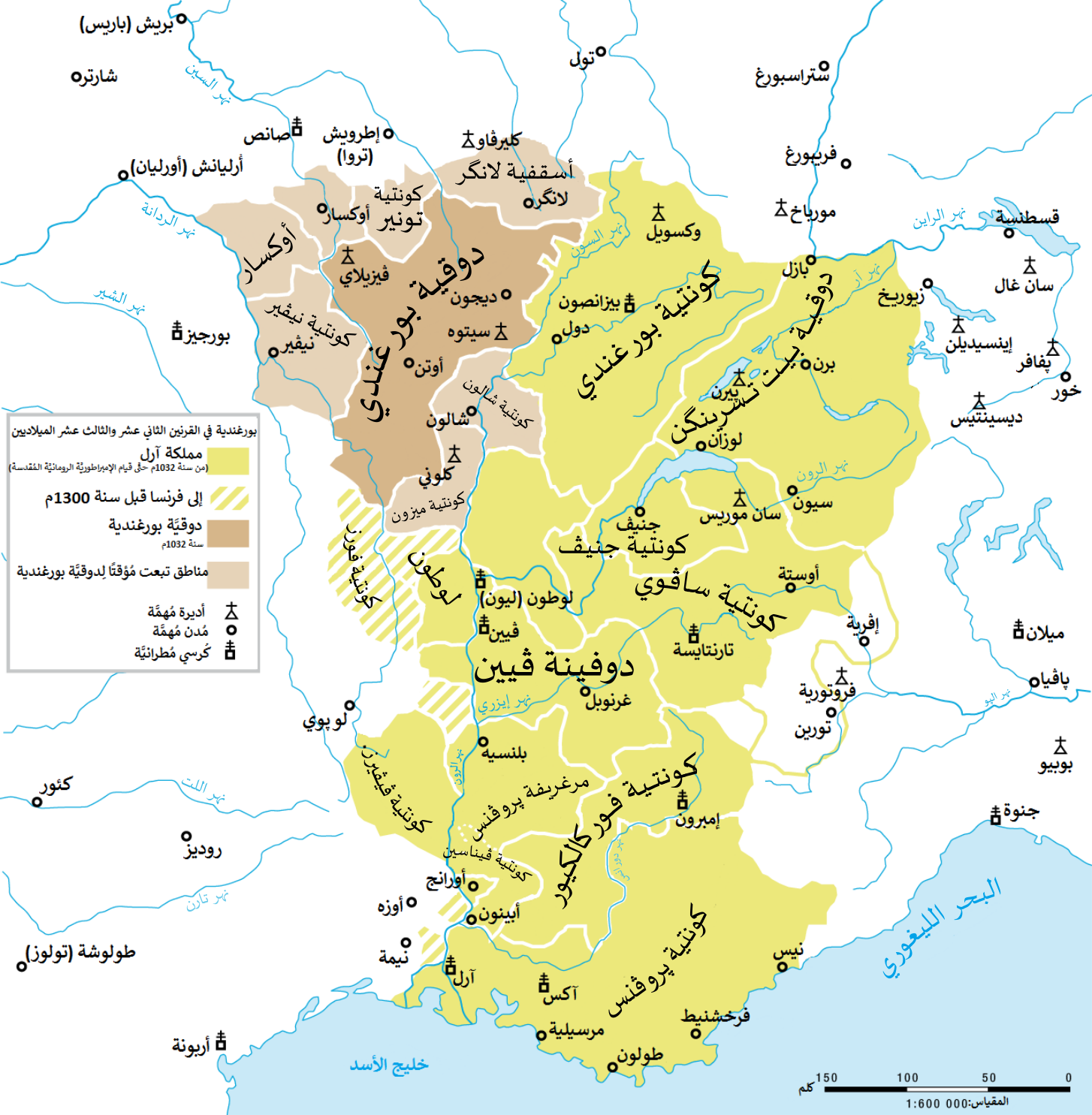
الخريطة توضح مرغريفية وكونتية بروفنس، وكونتية فوركالكيور كأجزاء من مملكة أريلات في القرن 12 و13

فيما يلي قوائم لـ حكام بروفنس منذ عصور الوسطى المبكرة حتى بدايات الثورة الفرنسية.

## دوقات وباتريكيان الميروفنجيين
خلال فترة سلالة الميروفنجيين في بلاد الغال، كانت بروفنس محافظة يحكمها دوكس (دوق) القادة العسكريين والقادة المقاطعات الذين عملوا كمدافعين عن حدود المملكة حكموا على أراضي شائعة بدلا من الكوميت (الكونت) الذين حكموا المدن وضواحيها، كانت بروفنس عادةً جزء من تقسيم منقطة الفرنجة المعروف بـ مملكة برغونة، وقد يظهر لقبهم أحيانا عميد بروفنس "rector Provinciae".
قائمة غير كاملة:-
- غوندولف (ح. 491).
- ليبيريوس (حتى 534) عُين من قبل القوط الشرقيين.
- ناماتيوس (حتى 552) عُين من قبل الفرنجة.
- بودكيزل (ح.556)
- أدوفاريوس (561-569).
- لوبس (569-570).
- جوفين (570-573)
- ألبين (573-575)
- ديناميوس (من 575)
- ليودكيزل (ح. 585) من بروفنس البرغونية
- نيسيتس (من 587)
- بابو (ح. 600)
- أيغيلا (ح. 602)
- بادو (634-641)
- ويليباد (641-643) من بروفنس البرغونية
- هيكتور (ح. 679)
- نيمفديوس (ح. 700)
- أنتينور (ح. 697)
- ميترانوس (ح. 700)
- مورونتوس (720-739)
- أبو (ح.739)

## دوقات ومارغريفات الكارولنجيون
حكمت بروفنس أشخاص من عائلات غير معروفة خلال فترة الوحدة الكارولنجية حتى تقسيم فردان في 843.
- ليبولف (حتى ح. 829)
- غيرين (ح. 829 - 845)
- فولكراد (845 - ح. 860)

## ملوك الكارولنجيون
بعد تقسيم الإمبراطورية الكارولنجية بموجب معاهدة فردان عام 843، كان أول الأشقاء الثلاثة وفاةً هو لوثير الأول وبالتالي تم تقسيم مملكته الوسطى بين ابنائه الثلاثة، ومن هنا جاءت مملكة بروفنس وأعطت لابن الأصغر شارل؛ وهكذا تم تدشين الحكم الملكي في بروفنس، كانت في بعض الأحيان تصنف واحدة من الممالك المجاورة الأكبر حجماً.
عرفت مملكة بروفنس أيضا بـ برغونة السفلى أو (Cisjurane Burgundy)؛ كانت عاصمتها الأولى في فيين ثم آرل؛ وبالتالي فإنها تعرف في بعض الأحيان بـ أريلات.
- شارل (855-863).

بروفنس قُسمت بين الأخوة المتبقيين على قيد الحياة لوثر الثاني والإمبراطور لويس الثاني؛ ولكن جزء الأكبر ذهب إلى لويس.
- لويس الثاني (863-875)؛ وأيضا إمبراطور الروماني المقدس منذ 855.

كما هو الحال مع مملكة إيطاليا، ذهبت بروفنس إلى عمه بعد وفاته.
- شارل الأصلع (875-877)؛ وأيضا إمبراطور الروماني المقدس منذ 875.
- لويس ستامرر (877-879).

مع وفاة لويس خليفة شارل؛ رفضت بروفنس انتخاب ابنيه، قامت بانتخاب من تلقاء نفسه ملك جديد؛ بوسو تزوج من إرمنغارد، ابنة لويس الثاني من أجل تعزيز ادعاء ابنه.
- بوسو (879-887).
- لويس الأعمى (887-928)؛ وأيضا إمبراطور الروماني المقدس بين عامي 901 حتى 905.

لم تنتقل مملكة لويس إلى ورثته، بدلا من ذلك إلى زوج شقيقته، أصبح صهره هيو الوصي منذ عام 905، ومع ذلك لم يستخدم هيو اللقب الملكي.
- هيو (911-933).

في 933، لم تعد بروفنس مملكة منفصلة، بحيث تبادل هيو مع رودولف الثاني ملك برغونة تاج لومبارديا الحديدي؛ وبذلك حكم هيو إيطاليا.

## كونتات، داخل الإمبراطورية
وفي أعقاب وفاة لويس الأعمى، بروفنس بدأ يحكمها كونتات محليون وضعت تحت سلطة مارغريف، أولا هيو من آرل خدم كـ دوق الوصي خلال فترة لويس الأعمى الطويلة، ثانيا اعطى هيو مرغريفية فيين ودوقية بروفنس إلى رودولف الثاني من برغونة في معاهدة 933، ومع ذلك لم يعترف النبلاء المحليون بـ رودولف الثاني، وعُين بدلاً منه هيو، دوق برغونة كأول مارغريف لها.
في ذلك الوقت كانوا حكام كونتات في المنطقة هي كونتات آرل وتلك موجودة في أفينيون، أولئك الذين سيحملون اللقب الأول كونت بروفنس أو (comes Provinciae) ينحدرون من روتبولد من آرل، ويليام الأول وروتبولد الأول لم يقسم أراضي والدهم، بحيث أن هذا التقسيم غير قابل للتقسيم من قبل الأحفاد، وبالتالي من المستحيل تأكيد من سيخلف مما أدى إلى تتداخل بين مختلف الحكام، استمر اللقب المارغريفي في الأسرة حتى تمريره إلى بيرتراند كونت تولوز في 1062.

### السلالة الأولى
- 1008-961: روتبولد الأول (مارغريف منذ 993).
- 993-968: ويليام الأول (مارغريف منذ 975).
- 1018-994: ويليام الثاني.
- 1014-1008: روتبولد الثاني (أيضا مارغريف).
- 1037-1014: ويليام الثالث (أيضا مارغريف).
- 1062-1037: إيما (أيضا مارغرافين).
- 1030-1018: ويليام الرابع.
- 1051-1018: فولك برتراند.
- 1062-1032: جيوفروي الأول.
- ح. 1051-1065: ويليام برتراند.
- 1067-1063: جيوفروي الثاني.
- 1093-1063: برتراند الثاني.
- 1112-1093: غيربيرغا.
- 1127-1112: دوس الأولى.

تنازلت غيربيرغا لصالح ابنتها دوس الأولى في 1112 بعد زوجها من ريموند برانجيه الثالث، كونت برشلونة (ريموند برانجيه الأول).

### أسرة برشلونة
مع عدم الأهتمام بـ حروب الاسترداد على حدود الجنوبية، تحولت أنظار الكاتالونيون نحو البحر الأبيض المتوسط الساحلية والشمالية بين المنطقة سيفين والرون التي كانت تحت سيطرة تولوز، وفي 1112 تزوج كونت برشلونة ريموند برانجيه الثالث من وريثة بروفنس دوس ابنة الكونتيسة غيربيرغا، كان هذا الزواج على الأرجح بدعم من الكنيسة التي كانت في ذاك الوقت في صراع أسرة تولوز، وفي 1076 حُرم ريموند الرابع كنسياً، ومع ذلك لا يزال يقدم الدعم لـ أيكار، رئيس أسافقة آرل الذي خلع في 1080، ومع خروج كونت ريموند مع وفود الحملة الصليبية الأولى بحيث كان بعيداً عن أراضيه، اغتنمت الكنيسة الفرصة لاستيلاء على ميزان القوى في المنطقة، ومع هذا الزواج اعطى فعالية بسقوط بروفنس في سيطرة الكاتالونية.
وفي 1125 وقع ألفونس جوردن معاهدة تم بموجبها الاعتراف بمطالبة عائلته بلقب «مارغريف بروفنس» بحيث تم تحديد المرغريفية بالمنطقة شمال دورانس السفلى بما في ذلك القلاع بوكير وفالابرغوس وأرغانس، وإما المنطقة بين دورانس والرون وجبال الألب والبحر كانت كونتية من أملاك أسرة برشلونة، أفينيون، بون دو سورغ، كومون ولو تور ظلت غير مقسمة.
- 1131-1112: ريموند برانجيه الأول العظيم.
- 1144-1131: برانجيه ريموند الأول، كونت بروفنس؛ ابن السابق.
- 1166-1144: ريموند برانجيه الثاني؛ ابن السابق.
  - 1157-1144: ريموند برانجيه الرابع، كونت برشلونة كـ وصي عليه.
- 1167-1166: دوس الثانية؛ ابنة ريموند برانجيه الثاني.
- 1173-1167: ألفونس الأول العنيف؛ ابن ريموند برانجيه الرابع، كونت برشلونة، ومع ذلك حافظ على اللقب حتى وفاته في 1196.
- 1181-1173: ريموند برانجيه الثالث؛ شقيق ألفونسو الأول.
- 1185-1181: سانشو؛ شقيق ألفونس الأول وريموند برانجيه الثالث.
- 1209-1185: ألفونس الثاني، كونت بروفنس؛ ابن ألفونس الأول.
- 1245-1209: ريموند برانجيه الرابع؛ ابن ألفونس الثاني.
- 1267-1245: بياتريس من بروفنس؛ ابنة السابق.

ومع زواج ألفونس الثاني من غرسيندا، كونتيسة فورکالکیور انتقلت إلى بروفنس، ومع وفاة ريموند برانجيه الرابع دون وريث ذكر انتقلت الكونتية إلى أصغر بناته بياتريس التي كانت متزوجة من شارل دي أنجو.

### سلالة أنجو الكابيتيون
- 1285-1247: شارل الأول؛ كونت أنجو وماين، بروفنس وفوركالكيور (1246)، ملك نابولي، وصقلية (1266)، وبيت المقدس (1277).
- 1309-1285: شارل الثاني الأعرج؛ ملك نابولي، وبيت المقدس وصقلية (اسمياً)، ابن شارل الأول.
- 1343-1309: روبرت الحكيم؛ دوق كالابريا (1309-1296)، وملك نابولي، وبيت المقدس وصقلية (اسمياً)، ابن شارل الثاني.
- 1382-1343: جين الأولى؛ ملكة نابولي، وبيت المقدس وصقلية (اسمياً)، حفيدة روبرت.
- 1362-1349: لويس الأول؛ ملك نابولي، وبيت المقدس وصقلية (اسمياً)، حفيد كارلو الثاني، وزوج جين الأولى.

ومع وفاة الملكة جين تُرك الكونتية إلى لويس الأول، دوق أنجو الابن الثاني لـ جان الثاني ملك فرنسا.

### سلالة فالوا-أنجو
- 1384-1382: لويس الثاني؛ كونت ثم دوق أنجو (1351)، دوق كالابريا وماين (1356)، دوق تورين (1370)، وملك صقلية اسمياً (1382).
- 1417-1384: لويس الثالث؛ دوق أنجو وكالابريا وتورين، كونت ماين، وملك صقلية اسمياً (1384)، كونت غيس (1404)، ابن لويس الثاني.
- 1434-1417: لويس الرابع؛ دوق أنجو وتورين، ملك صقلية اسمياً (1417)، ودوق كالابريا (1424)، ابن لويس الثالث.
- 1480-1434: رينيه الطيب؛ كونت غيس (1417-1422)، دوق لورين وبار (1431)، ملك نابولي، وبيت المقدس وصقلية اسمياً (1434-1442)، دوق أنجو وتورين (1434)، ملك أراغون وكونت برشلونة كمدعي (1472-1466)، شقيق لويس الرابع.
- 1481-1480: شارل الثالث (الخامس من ماين)؛ والمعروف أيضا بـ شارل دي ماين، كونت غيس وماين (1472)، ابن شقيق رينيه.

ومع وفاة شارل دي ماين، قدم كونتيات بروفنس-فوركالكيور إلى لويس الحادي عشر ملك فرنسا، ومن هذه النقطة ببساطة سيصبح اللقب جزء من ألقاب الوراثية الملكية الفرنسية، استخدم اللقب مرة واحدة من قبل لاحقاً لويس الثامن عشر من فرنسا الذي عُرف بـ كونت بروفنس (the Comte de Provence) حتى وفاة ابن أخيه لويس السابع عشر؛ وبذلك بدأ بإدعاء العرش الفرنسي.

## مارغريفات، داخل الإمبراطورية

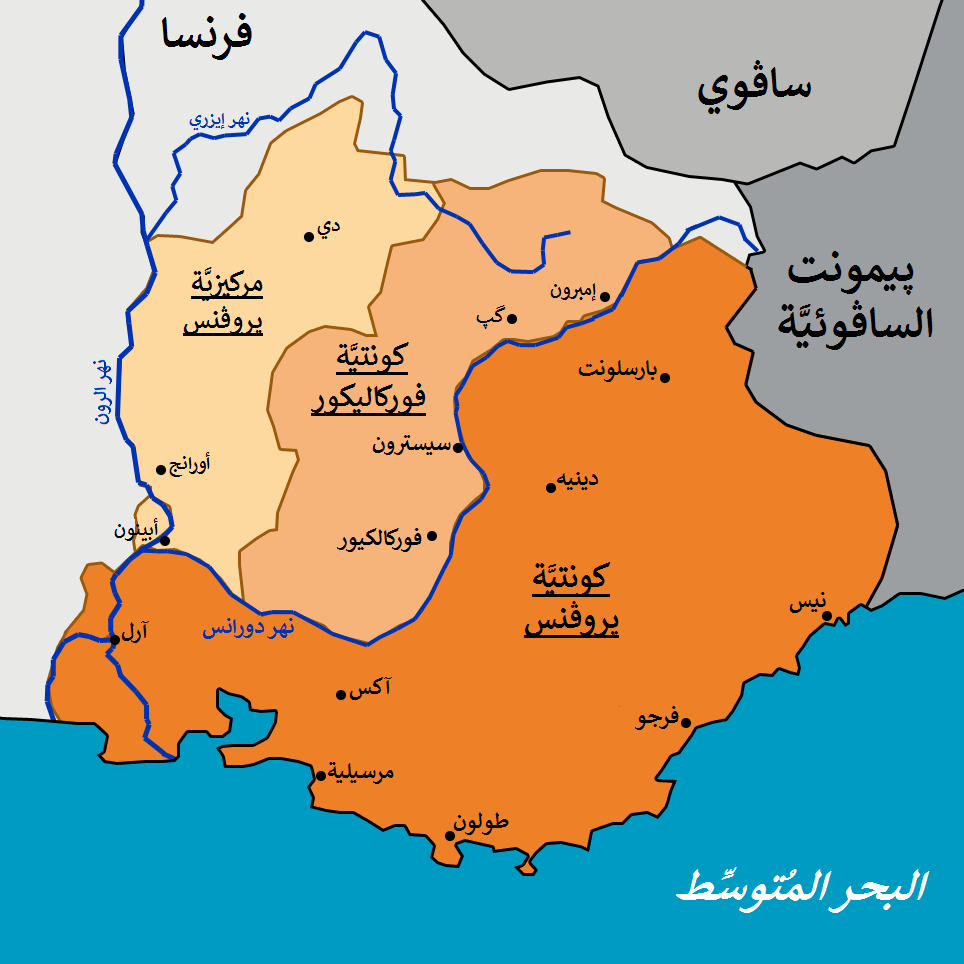
تقسيم بروفنس في 1125

من خلال زواج إيما ابنة رتبولد الثاني من ويليام الثالث من تولوز ورثت بعض الأراضي والقلاع في بروفنس، ومع وفاة شقيقها الأكبر ورثت اللقب مارغريف بروفنس وظلت متحفظة بلقب حتى وفاتها في 1062 وبذلك لم يتمكن ابنها بونس في أن يخلفها لأنه توفي في 1060، وبذلك خلفها أحفادها على التوالي وادعوا اللقب في معارضة الفرع الأصغر.
- 1094-1062: ويليام الرابع.
- 1105-1094: ريمون الرابع.
- 1112-1105: بيرتراند.
- 1125-1119: ألفونس جوردان.

لاستيعاب المطالبات القديمة لـ كونتات تولوز، تم تقسيم بروفنس على طول دورانس، فالأراضي شمال النهر شكلت المرغريفية ويحكمها آل تولوز، وجنوب النهر التي شكلت الكونتية وحكمها آل برشلونة.
- 1148-1125: ألفونس جوردان.
- 1194-1148: ريمون الخامس.
- 1222-1194: ريمون السادس.
- 1249-1222: ريمون السابع.
- 1271-1249: جوان.

تزوجت جوان من ألفونس، كونت بواتو، ومع تلك المرحلة انتقلت مرغريفية بروفنس ودوقية أربونة إلى ولى العهد الفرنسي بموجب أحكام معاهدة ماو.

## المحافظون، داخل فرنسا
في 1790، ومع الثورة الفرنسية انتهى حكم الحاكم.